# Karta maksimum
Karta maksimum (karta analogiczna) – kartka pocztowa z naklejonym znaczkiem pocztowym na stronie z grafiką. Znaczek i widokówka mają podobny motyw graficzny. Czasami motyw graficzny karty maksimum jest powiększonym motywem ze znaczka.
Dział filatelistyki zajmujący się tymi kartami nazywa się maksimafilią.

## Opis
Karta maksimum powinna składać się z trzech elementów: projekt graficzny, znaczek pocztowy oraz stempel. Znaczek pocztowy musi być zgodny tematycznie z projektem graficznym oraz stemplem. Rozmiar karty nie powinien być większy niż  105×148 mm i nie mniejszy, niż 90×140 mm.